# 루크 스틸
루크 데이비드 스틸(영어: Luke David Steele, 1984년 9월 24일, 피터버러 ~) 은 잉글랜드의 축구 선수로, 포지션은 골키퍼이다.

## 클럽

### 피터버러 유나이티드
피터버러 출신으로, 스틸은 지역 클럽 피터버러 유나이티드에서 데뷔하였다. 2001년 12월, 스틸은 맨체스터 유나이티드의 1주 트라이얼에 참가하여 구단의 U-17 팀이 참가하는 2경기에 출전하였다. 그는 2002년 3월에 임대가 끝날때까지 3번의 U-17팀 경기를 더 출전하고 리저브팀 경기에 2번 더 출전하였다. 2002년 4월에 피터버러로 복귀한 후, 그는 2-2로 비긴 4월 13일의 레딩 원정 경기에서 1군 데뷔전을 치렀다. 1주 후, 버리와의 홈경기에서 2-1 승리에 일조한 후, 맨체스터 유나이티드는 5월 11일, 스틸과 4년 계약을 맺기 위해 피터버러에 £500,000의 금액을 지불하였고, 비용은 1군 경기에 몇차례 더 출전한 뒤 £2.25M까지 잠정적으로 증가하였다.

### 맨체스터 유나이티드
스틸은 맨체스터 유나이티드 리저브팀의 선발 골키퍼로 2002-03 시즌을 시작하였으나, 리카르도와 로이 캐롤에게 자리를 빼앗겨 U-19팀의 주전이 되었다. 시즌 기간 동안 스틸은 U-19팀에서 27경기 출전하였고, 이 중 8경기는 FA 유스컵 경기였는데, 이 대회에서 맨체스터 유나이티드는 결승전에서 미들즈브러를 합계 3-1로 이겼다. 그는 리저브팀 경기에 총 세차례 출전하였는데, 이중 한 경기는 2003년 2월 13일, 올덤 애슬레틱과의 맨체스터 시니어 컵에서 1-2로 패한 경기였다.
2003-04 시즌, 스틸은 톰 히튼과 U-19 선발 골키퍼 자리를 두고 경합하였으나, 8월과 10월 사이에 4경기를 출전하는데 그쳤고, 이후 시즌 잔여 기간 동안 부상으로 빠졌다. 그는 2004-05 시즌을 앞두고 복귀하여 아일랜드 클럽 콥 램블러스와의 리저브팀 친선 경기에 출전하였고, 이후 3-1로 이긴 번리와의 스탠 터넌트 기립 경기에서 맨체스터 유나이티드 1군 경기에서 29분에 팀 하워드와 교체되어 나가 처음으로 출전하였으나, 그도 76분에 히튼과 교체되었다. 이후, 그는 리저브팀 경기에 두 차례 더 출전하다가, 2004년 9월 10일에 코번트리 시티로 3달간 임대되었다. 처음 3달간의 18경기에서 30골을 실점한 후, 클럽은 스틸과의 임대 계약을 시즌 말까지 연장하였다. 그는 시즌을 36경기 출전, 62골 실점으로 마쳤다.
스틸은 2005-06 시즌에 리카르도와 캐롤이 떠나고 벤 포스터와 톰 히튼이 임대된 와중에 맨체스터 유나이티드로 복귀하였고, 에드빈 판 데르 사르와 팀 하워드에 이어 팀의 써드 골키퍼가 되었다. 3-0으로 이긴 베이징 궈안과의 프리시즌 친선 경기에서 75분에 판 데르 사르와 교체로 출전한 후, 스틸은 정규 시즌의 1군 4경기에서 교체 명단에 드는데 그쳤고, 이 중 2경기는 맨체스터 유나이티드가 나중에 우승을 거둔 리그 컵 경기와 버턴 앨비언과의 FA컵 3라운드 경기였다. 그는 리저브팀에서 19경기 더 출전하여 팀의 프리미어 리저브리그, 노스/사우스 플레이오프 실드, 그리고 맨체스터 시니어 컵 우승에 일조하였다.
2006년 7월, 스틸은 남아프리카 공화국 프리시즌 투어에 참가한 맨체스터 유나이티드 선수단의 일원으로, 벤 포스터와 함께 골대를 지켰다. 그는 3경기 출장에 그쳤는데, 카이저 치프스와의 결승전에 출전해 숀 바틀렛의 슛을 인상적으로 선방해낸 뒤 77분에 포스터와 교체되었다. 그는 1-2로 패한 프레스턴 노스 엔드와의 원정 친선경기에 한 경기 더 출전하다 2006년 8월 4일에 코번트리 시티로 또다시 임대되었다. 그러나, 임대는 스틸과 수비수 폴 맥셰인이 토마시 쿠슈차크를 맨체스터 유나이티드가 영입하는 대가로 웨스트브로미치 앨비언에 매각되면서 엿새만에 종료되었다.

### 웨스트브로미치 앨비언
2006년 12월 23일, 스틸은 또다시 7일짜리 긴급 임대로 코번트리에 다시 임대되었고, 임대 기간은 또다시 시즌 말까지 연장되었다.
스틸은 2007년 12월 8일, 2-1로 이긴 레스터 시티 원정 경기에서 앨비언 데뷔전을 치렀다.
2008년 2월, 그는 반즐리에 1달 긴급 임대로 합류하였다. 반즐리는 리버풀과의 FA컵 5라운드 경기를 앞두고 하인츠 뮐러가 부상당하고, 토니 워너가 컵대회에 출전할 수 없게됨에 따라 골키퍼 수혈이 필요한 상태였다. 스틸은 안필드에서 프리미어리그 팀을 상대로 승리를 거두는데 있어서 MVP급 활약을 펼쳤고, 반즐리는 8강에 진출에 성공했다. 그는 경기에서의 맹활약으로 FA컵 라운드 MVP로도 선정되었다. 그는 이후 첼시의 공격을 무실점으로 막아내 1-0 승리에 일조하였고, 반즐리를 FA컵 4강으로 견인하였다.
2008년 3월 17일, 스틸이 임대로부터 복귀하자, 앨비언과 반즐리는 어느 측이 연장된 임대 기간 동안 그의 급여를 지불해야 하는지에 대해 언쟁을 벌였다. 두 클럽들은 합의 하에 시즌 말까지 스틸을 임대하고, 영구 이적 조항을 붙이는 쪽으로 결정해 그를 반즐리에 재합류시켰다. 스틸은 0-1로 패한 카디프 시티와의 웸블리 스타디움에서 열린 FA컵 준결승전 경기에서 반즐리 선수로 출전하였다.

### 반즐리
2008년 5월 21일, 스틸은 1년짜리 계약서에 서명하면서 반즐리 완전 이적을 성사시켰다.
2008년 7월 9일, 스틸은 FA의 스폰서십 규정을 위반함에 따라 £1,000의 과징금을 내게 되었다. 2007-08 시즌 동안 그는 공식 골키퍼 유니폼 옷깃 위에 로고가 선명하게 드러나는 속옷을 대체로 입었었다. FA는 수차례 규정 위반에 경고했으나, 스틸은 이 속옷을 계속해서 입음에 따라 벌금을 내게 되었다.

### 파나티나이코스
2014년 7월 17일, 스틸은 챔피언십으로부터 강등될 경우 무조건 클럽을 뜰 수 있다는 조항에 따라 반즐리를 떠나 수페르리가 엘라다 클럽 파나티나이코스에 합류하였다.

## 국가대표팀 경력
스틸은 전 잉글랜드 청소년 국가대표로, U-18, U-19, 그리고 U-20 연령대의 국가대표팀에서 활약했었다. 2002년 3월 4일, 그는 이탈리아와의 경기에서 후반전으로 나와 U-18 국가대표팀 첫 경기를 치렀으나 0-3 패배를 막지 못하였다. 같은 해 6월, 그는 리스본에서 열린 4팀 대회에 참가하였고, 잉글랜드는 포르투갈, 노르웨이 U-18 축구 국가대표팀, 그리고 슬로바키아를 상대하였다. 그는 포르투갈전과 슬로바키아전에 출전하였다.
2002년 9월부터, 스틸은 잉글랜드 U-19 국가대표팀에 소속되었고, 부다페스트]]의 난도르 히데그쿠티 스타디온에서 열린 헝가리 U-19 국가대표팀과의 경기에서 3-1 승리에 일조했다. 그는 2003년 UEFA U-19 축구 선수권 대회 예선전에서 주전 골키퍼로 활약하였고, 각 예선 라운드에서 처음 두 경기를 출전하다가, 예선전 말까지 리 캠프가 본선행이 확정되면서부터 자리를 잡았다. 스틸은 리히텐슈타인에서 열린 세번의 결선 경기에서 모두 출전하였으나, 잉글랜드는 총 3번의 경기 중 단 1경기만을 승리하고 탈락했다. 스틸은 U-20 국가대표팀 소속으로 겨우 2경기를 승리한 스틸은 친선경기에 두 경기 출장에 그쳤고, 모두 친선경기에서만 출장했으나, 잉글랜드가 네덜란드와 러시아를 상대로 모두 무실점으로 틀어막았다.

## 경력 통계
2018년 5월 7일 기준
| 클럽                       | 시즌      | 리그              | 리그 | 리그 | 컵   | 컵 | 리그 | 리그 | 유럽 | 유럽 | 기타 | 기타 | 합계 | 합계 |
| 클럽                       | 시즌      | 레벨              | 출장 | 골   | 출장 | 골 | 출장 | 골   | 출장 | 골   | 출장 | 골   | 출장 | 골   |
| -------------------------- | --------- | ----------------- | ---- | ---- | ---- | -- | ---- | ---- | ---- | ---- | ---- | ---- | ---- | ---- |
| 피터버로 유나이티드        | 1999-2000 | 리그 2            | 0    | 0    | 0    | 0  | 0    | 0    | –    | –    | –    | –    | 0    | 0    |
| 피터버로 유나이티드        | 2000-01   | 리그 1            | 0    | 0    | 0    | 0  | 0    | 0    | –    | –    | –    | –    | 0    | 0    |
| 피터버로 유나이티드        | 2001-02   | 리그 1            | 2    | 0    | 0    | 0  | 0    | 0    | –    | –    | –    | –    | 2    | 0    |
| 피터버로 유나이티드        | 합계      | 합계              | 2    | 0    | 0    | 0  | 0    | 0    | –    | –    | –    | –    | 2    | 0    |
| 맨체스터 유나이티드 (임대) | 2001-02   | 프리미어리그      | 0    | 0    | 0    | 0  | 0    | 0    | 0    | 0    | –    | –    | 0    | 0    |
| 맨체스터 유나이티드        | 2002-03   | 프리미어리그      | 0    | 0    | 0    | 0  | 0    | 0    | 0    | 0    | –    | –    | 0    | 0    |
| 맨체스터 유나이티드        | 2003-04   | 프리미어리그      | 0    | 0    | 0    | 0  | 0    | 0    | 0    | 0    | –    | –    | 0    | 0    |
| 맨체스터 유나이티드        | 2004-05   | 프리미어리그      | 0    | 0    | 0    | 0  | 0    | 0    | 0    | 0    | 0    | 0    | 0    | 0    |
| 맨체스터 유나이티드        | 2005-06   | 프리미어리그      | 0    | 0    | 0    | 0  | 0    | 0    | 0    | 0    | –    | –    | 0    | 0    |
| 맨체스터 유나이티드        | 합계      | 합계              | 0    | 0    | 0    | 0  | 0    | 0    | 0    | 0    | 0    | 0    | 0    | 0    |
| 코번트리 시티 (임대)       | 2004-05   | 챔피언십          | 32   | 0    | 2    | 0  | 2    | 0    | –    | –    | –    | –    | 36   | 0    |
| 코번트리 시티 (임대)       | 2006-07   | 챔피언십          | 0    | 0    | 0    | 0  | 0    | 0    | –    | –    | –    | –    | 0    | 0    |
| 코번트리 시티 (임대)       | 챔피언십  | 챔피언십          | 32   | 0    | 2    | 0  | 2    | 0    | –    | –    | –    | –    | 36   | 0    |
| 웨스트 브로미치 앨비언     | 2006-07   | 챔피언십          | 0    | 0    | 0    | 0  | 0    | 0    | –    | –    | –    | –    | 0    | 0    |
| 웨스트 브로미치 앨비언     | 2007-08   | 챔피언십          | 2    | 0    | 0    | 0  | 0    | 0    | –    | –    | –    | –    | 2    | 0    |
| 웨스트 브로미치 앨비언     | 합계      | 합계              | 2    | 0    | 0    | 0  | 0    | 0    | –    | –    | –    | –    | 2    | 0    |
| 코번트리 시티 (임대)       | 2006-07   | 챔피언십          | 5    | 0    | 2    | 0  | 0    | 0    | –    | –    | –    | –    | 7    | 0    |
| 코번트리 시티 (임대)       | 합계      | 합계              | 5    | 0    | 2    | 0  | 0    | 0    | –    | –    | –    | –    | 7    | 0    |
| 반즐리 (임대)              | 2007-08   | 챔피언십          | 14   | 0    | 3    | 0  | 0    | 0    | –    | –    | –    | –    | 17   | 0    |
| 반즐리                     | 2008-09   | 챔피언십          | 10   | 0    | 0    | 0  | 1    | 0    | –    | –    | –    | –    | 11   | 0    |
| 반즐리                     | 2009-10   | 챔피언십          | 39   | 0    | 1    | 0  | 3    | 0    | –    | –    | –    | –    | 43   | 0    |
| 반즐리                     | 2010-11   | 챔피언십          | 46   | 0    | 1    | 0  | 1    | 0    | –    | –    | –    | –    | 48   | 0    |
| 반즐리                     | 2011-12   | 챔피언십          | 36   | 0    | 1    | 0  | 1    | 0    | –    | –    | –    | –    | 38   | 0    |
| 반즐리                     | 2012-13   | 챔피언십          | 33   | 0    | 4    | 0  | 0    | 0    | –    | –    | –    | –    | 37   | 0    |
| 반즐리                     | 2013-14   | 챔피언십          | 31   | 0    | 1    | 0  | 1    | 0    | –    | –    | –    | –    | 32   | 0    |
| 반즐리                     | 합계      | 합계              | 209  | 0    | 11   | 0  | 7    | 0    | –    | –    | –    | –    | 227  | 0    |
| 파나티나이코스             | 2014–15   | 수페르리가 엘라다 | 29   | 0    | 1    | 0  | –    | –    | 3    | 0    | 4    | 0    | 37   | 0    |
| 파나티나이코스             | 2015–16   | 수페르리가 엘라다 | 28   | 0    | 2    | 0  | –    | –    | 2    | 0    | 6    | 0    | 38   | 0    |
| 파나티나이코스             | 2016–17   | 수페르리가 엘라다 | 8    | 0    | 3    | 0  | –    | –    | 10   | 0    | 0    | 0    | 21   | 0    |
| 파나티나이코스             | 합계      | 합계              | 65   | 0    | 6    | 0  | –    | –    | 15   | 0    | 10   | 0    | 96   | 0    |
| 브리스틀 시티              | 2017–18   | 챔피언십          | 5    | 0    | 1    | 0  | 4    | 0    | –    | –    | –    | –    | 10   | 0    |
| 경력 합계                  | 경력 합계 | 경력 합계         | 320  | 0    | 22   | 0  | 13   | 0    | 15   | 0    | 10   | 0    | 380  | 0    |